# Casa Marcó (Palafrugell)
Casa Marcó és una obra neoclàssica de Palafrugell (Baix Empordà) protegida com a Bé Cultural d'Interès Local.

## Descripció
Gran casa residencial burgesa de tres plantes i quatre crugies, entre mitgeres. És datada el 1864, any gravat a la façana a la clau d'una de les obertures d'arcada de la planta baixa. El ritme compositiu de la façana es veu alterat en una de les crugies que no presenta balcons. La façana posterior presenta una galeria d'arcades a nivell del primer pis que dona a un jardí, ara força alterat.
L'interior ha conservat la distribució inicial.